# Oblutje

Oblutje (ryska Облу́чье) är en stad i Judiska autonoma länet och är belägen i sydöstra Sibirien, vid gränsen mot Kina. Folkmängden uppgick till 8 811 invånare i början av 2015. Staden ligger intill Amurfloden och Transsibiriska järnvägen.